# 法洞郡
法洞郡（：／ Pŏptong gun */?）是朝鮮民主主義人民共和國江原道西北的一個郡，位於阿虎飛嶺山脈東麓、馬息嶺山脈西麓，臨津江上游。南鄰平安南道和黃海北道。下分1邑、19里。

## 著名景點
- 马息岭滑雪场